# Хуан Мануел Сантос
Хуан Мануел Сантос Калдерон (рођен 10. августа 1951. године) бивши је председник Колумбије од 7. августа 2010. године. Одрастао је у имућној породици у Боготи где је завршио приватну школу. Затим је студирао на Универзитету у Канзасу, где је дипломирао економију. Стекао је мастер из економије, економског развоја и администрације на Лондонској школи економије, из бизниса и новинарства на Харварду а из права и дипломатије на Флечер школи за право и дипломатију.
Дана 7. октобра 2016. године објављено је да ће Сантосу бити додељена овогодишња Нобелова награда за мир, и то за „његове одлучне напоре да се више од 50 година вођен грађански рат у земљи оконча, рат који је коштао живота најмање 220.000 Колумбијаца и раселио близу шест милиона људи”. Калдерон је успешно преговарао за мировни договор са герилцима у Колумбији, иако је неуспешни референдум опет одржан по питању тог договора.

## Каријера
Почео је као директор колумбијске делегације у Светској организацији произвођача кафе у Лондону, и директор у породичном листу Ел Тиемпо. Био је министар спољне трговине у администрацији председника Сезара Гавирије. Постао је председник економске комисије за Латинску Америку и Карибе, коју су основале Уједињене нације 1999. године.
Сантос је један од оснивача Партије социјално националног јединства, коју су основале присталице председника Алвара Урибеа. Постављен је за министра одбране у јулу 2006. године. За време његовог министарског мандата, изведено је више напада на герилску групу ФАРК, ослобођени су Ингрид Бетанкур и Фернандо Араужо Пердомо и убијен је члан команде ФАРК-а Раул Рејес.
Оставку на место министра одбране поднео је у мају 2009. После одлуке Уставног суда да не дозволи Алвару Урибеу трећи мандат, Сантос постаје председнички кандидат владајуће странке.
После другог круга председничких избора, 20. јуна 2010. постаје изабрани председник Колумбије.

## Контроверзе
Његов мандат као министра одбране, пратиле су и неке контроверзе.
1. Војна акција у којој је на територији Еквадора убијен вођа ФАРК-а Раул Рејес.
2. Злоупотреба симбола Међународног црвеног крста током операције Хакуе.

## Породица
Сантос је члан угледне колумбијске породице. Његов деда, Едуардо Сантос, био је председник Колумбије од 1938. до 1942. Његов отац, Енрике Сантос Кастиљо, је преко 50 година био уредник породичног листа Ел Тиемпо. Рођак Франциско Сантос је био потпредседник Колумбије за време два мандата Алвара Урибеа.